# Cucchiaio di legno (sport)
Il Cucchiaio di legno (in inglese Wooden Spoon) è un riconoscimento goliardico del Sei Nazioni, torneo rugbistico internazionale nato nel Regno Unito come Home Nations Championship e originariamente disputato tra le quattro Home Nations delle Isole Britanniche; ne viene simbolicamente insignita la squadra che, al termine di un'edizione di torneo, occupa l'ultimo posto in classifica.
Questa espressione è usata a volte a scopo denigratorio anche in altri sport o competizioni di vario tipo. 
L'espressione inglese Wooden Spoon deriva da una tradizione dell'Università di Cambridge, secondo la quale gli studenti regalavano ai colleghi che ricevevano i voti più bassi agli esami un cucchiaio di legno in segno di derisione e scherno.
Il Cucchiaio di legno non va confuso con il Whitewash ("imbiancata" nel senso di "andare in bianco"), che indica invece la nazione che nel Sei Nazioni perde tutte le partite. La squadra che finisce ultima in classifica vince sempre il cucchiaio di legno, ma non necessariamente per aver perso tutte le partite, ovvero il whitewash.

## Vincitori del cucchiaio di legno nel rugby

### "Palmarès" dal 1883
| Nazionale   | Numero di volte | Anno |
| ----------- | --------------- | --- |
| Irlanda     | 30              | 1884*, 1890, 1891*, 1893, 1895*, 1900, 1904, 1908, 1909*, 1920*, 1921, 1922, 1923, 1934*, 1938*, 1955, 1958, 1960*, 1961, 1962, 1964, 1977*, 1981*, 1984*, 1986*, 1988, 1992*, 1996, 1997, 1998* |
| Scozia      | 27              | 1902*, 1911*, 1914, 1928, 1930, 1932*, 1935, 1936*, 1939*, 1947*, 1952*, 1953*, 1954*, 1956, 1959, 1965, 1968*, 1971, 1978*, 1979, 1980, 1985*, 1994, 2004*, 2007, 2012*, 2015*                  |
| Galles      | 20              | 1889*, 1892*, 1894, 1896, 1924, 1927, 1933, 1937*, 1949, 1963, 1967, 1982, 1989, 1990*, 1991, 1993, 1995*, 2003*, 2024* 2025*                                                                    |
| Inghilterra | 19              | 1887, 1899*, 1901*, 1903*, 1905*, 1906, 1907*, 1931, 1948, 1950, 1951, 1966, 1970, 1972*, 1974, 1975, 1976*, 1983, 1987                                                                          |
| Italia      | 18              | 2000, 2001*, 2002*, 2005*, 2006*, 2008, 2009*, 2010, 2011, 2014*, 2016*, 2017*, 2018*, 2019*, 2020*, 2021*, 2022, 2023*                                                                          |
| Francia     | 14              | 1910*, 1912*, 1913*, 1914 1922, 1925*, 1926*, 1927, 1928, 1929*, 1957*, 1969, 1999, 2013 |

### Edizioni del "quattro nazioni" (1883-1909 / 1932-1939)
| Nazionale   | Numero di volte | Anno                                                                   |
| ----------- | --------------- | ---------------------------------------------------------------------- |
| Irlanda     | 11              | 1884*, 1890, 1891*, 1893, 1895*, 1900, 1904, 1908, 1909*, 1934*, 1938* |
| Inghilterra | 7               | 1887, 1899*, 1901*, 1903*, 1905*, 1906, 1907*                          |
| Galles      | 6               | 1889*, 1892*, 1894, 1896, 1933, 1937*                                  |
| Scozia      | 5               | 1902*, 1932*, 1935, 1936*, 1939*                                       |

### Edizioni del "cinque nazioni" (1910-1931 / 1947-1999)
| Nazionale   | Numero di volte | Anno |
| ----------- | --------------- | --- |
| Irlanda     | 19              | 1920*, 1921, 1922 1923, 1955, 1958, 1960*, 1961, 1962, 1964, 1977*, 1981*, 1984*, 1986*, 1988, 1992*, 1996, 1997, 1998* |
| Scozia      | 18              | 1911*, 1914, 1928, 1930, 1947*, 1952*, 1953*, 1954*, 1956, 1959, 1965, 1968*, 1971, 1978*, 1979, 1980, 1985*, 1994      |
| Inghilterra | 12              | 1931, 1948, 1950, 1951, 1966, 1970, 1972*, 1974, 1975, 1976*, 1983, 1987                                                |
| Francia     | 12              | 1910*, 1912*, 1913*, 1922, 1925*, 1926*, 1927, 1928, 1929*, 1957*, 1969, 1999                                           |
| Galles      | 11              | 1924, 1927, 1949, 1963, 1967, 1982, 1989, 1990*, 1991, 1993, 1995*                                                      |

### Edizioni del "sei nazioni" (dal 2000)
| Nazionale | Numero di volte | Anno |
| --------- | --------------- | --- |
| Italia    | 18              | 2000, 2001*, 2002*, 2005*, 2006, 2008, 2009*, 2010, 2011, 2014*, 2016*, 2017*, 2018*, 2019*, 2020*, 2021*, 2022, 2023* |
| Scozia    | 4               | 2004*, 2007, 2012*, 2015*                                                                                              |
| Galles    | 3               | 2003*, 2024* 2025* |
| Francia   | 1               | 2013 |